# Parafroneta haurokoae
Parafroneta haurokoae là một loài nhện trong họ Linyphiidae.
Loài này thuộc chi Parafroneta. Parafroneta haurokoae được A. David Blest & Cor J. Vink miêu tả năm 2002.